# Paulchoffàtids
Els paulchoffàtids (Paulchoffatiidae) són una família extinta de mamífers multituberculats que visqueren a Àsia i Europa des del Juràssic mitjà fins al Cretaci inferior, fa entre 121,4 i 168,2 milions d'anys. Se n'han trobat restes fòssils a Alemanya, Dinamarca, Espanya, França, Portugal, el Regne Unit, Suïssa i la Xina. Juntament amb els pinheirodòntids, eren els únics multituberculats amb dents premolars superiors dotades de cúspides d'alçada variable. Tenien cinc dents premolars superiors i quatre d'inferiors. Algunes espècies conserven la dent canina superior.